# Tom Clancy’s Rainbow Six: Critical Hour
Tom Clancy’s Rainbow Six: Critical Hour — игра в жанре тактический шутер из серии Rainbow Six. Разработана студией Ubisoft Quebec и изданная компанией Ubisoft 14 марта 2006 года. Игра получила смешанный приём из-за своего относительно небольшого количества контента, хотя его хвалили за следование корням первых игр, в отличие от Lockdown. После неудачных продаж его запланированный более поздний релиз в Европе был отменён, как и порт игры для PlayStation 2.

## Игровой процесс
Critical Hour возвращается к более реалистичной тактической формуле, замеченной в предыдущих играх Rainbow Six (до Lockdown), а также имеет нелинейные сюжетные уровни. Классические оружия возвращаются в Critical Hour от предыдущей Rainbow Six, а также тактическая карте из предыдущих игр. В целом, игра возвращается к классическому геймплею с оригинальной Радуги шесть, и Rogue Spear, удалив элемент бега и стрельбы, который был замечен в Lockdown. Точность для 20+ видов оружия также зависит от травм и бега.

### Мультиплеер
Существует восемь новых многопользовательских карт для Critical Hour, всего суммарно 18 карт. Типы игры включают стандартный режим, плюс режим ассасина, снайпера, и до последнего. Существует также 4 новых навыка для каждого типа персонажа PEC и игроки теперь могут иметь до четырех персонажей PEC, хранящихся на одном теге игрока.

## Сюжет
Джон Кларк уходит на пенсию и передает лидерство команды Rainbow на Доминго «Динг» Чавеса. Он вспоминает о прошлых миссиях команды Rainbow. Во время уборки своего офиса, он вспоминает семь миссий с его участием в качестве главы команды «Радуги». Он оставляет эти миссии для будущих членов команды Rainbow, чтобы научить и использовать их для тренировок.

## Оценки
| Сводный рейтинг    | Сводный рейтинг |
| Агрегатор          | Оценка          |
| ------------------ | --------------- |
| GameRankings       | 56,58 %         |
| Metacritic         | 54/100          |
| Иноязычные издания |                 |
| Издание            | Оценка          |
| GameSpot           | 4,7/10          |
| GameZone           | 6/10            |
| IGN                | 6/10            |
| OXM                | 4,5/10          |
| TeamXbox           | 6,5/10          |

Critical Hour был встречен очень неоднозначно, так GameRankings дал ему оценку 56,58%, а Metacritic поставил 54 из 100.